# Palaestina Secunda
Palaestina Secunda o Palaestina II fue una provincia bizantina desde 390, hasta su conquista por los ejércitos musulmanes en 634–636. Palaestina Secunda, como parte de la Diócesis del Oriente, comprendía aproximadamente Galilea, el valle de Yizrael, el valle de Beit She'an y la parte sur de la meseta del Golán, con su capital en Scythopolis (Bet She'an). La provincia experimentó el auge del cristianismo bajo los bizantinos, pero también fue un próspero centro del judaísmo, después de que los judíos fueran expulsados de Judea por los romanos en los siglos I y II.

## Historia

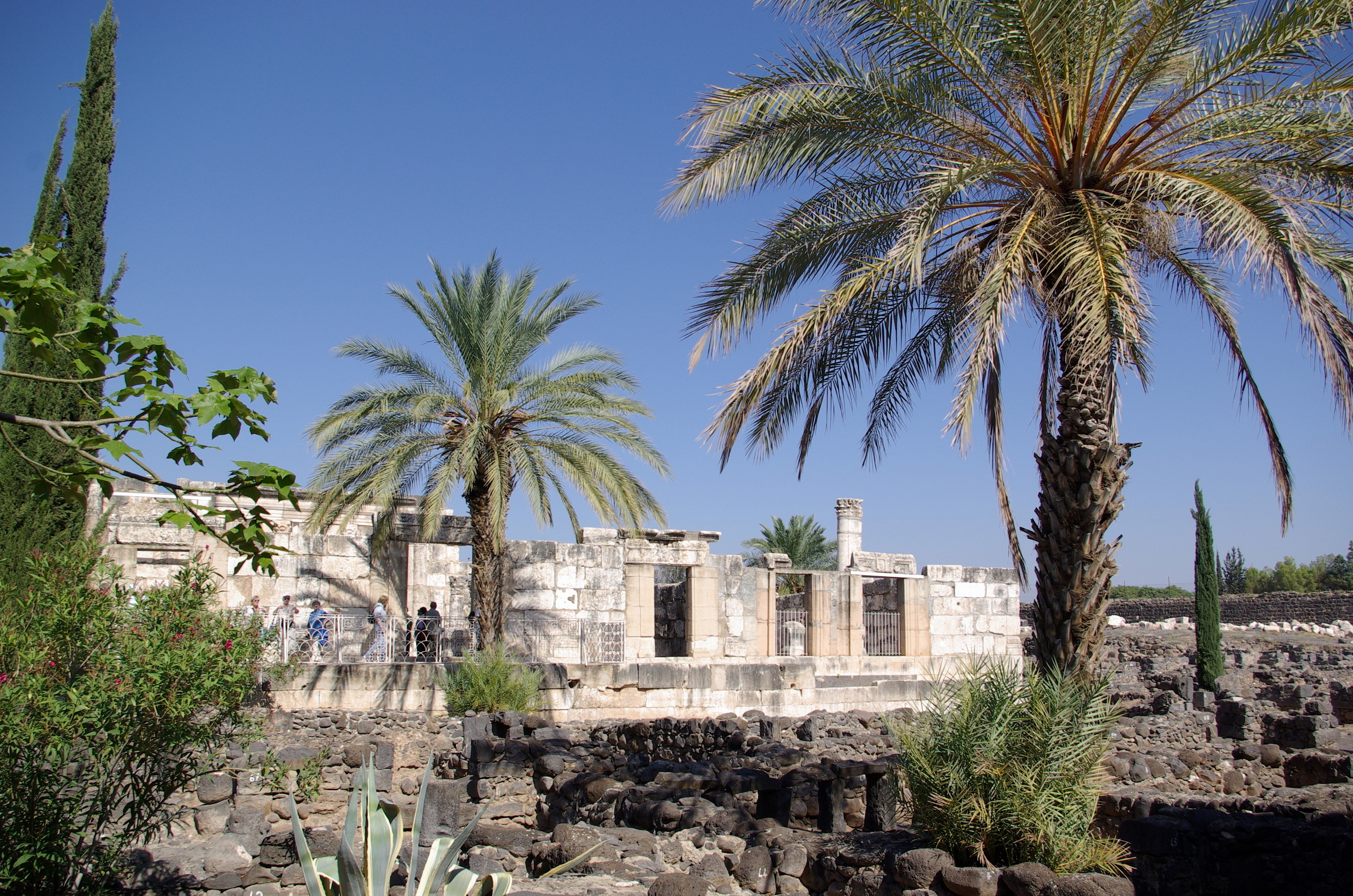
Ruinas de una antigua sinagoga en la ciudad romana tardía de Capernaum, Palaestina Secunda

Siria-Palaestina se organizó bajo el Imperio Romano tardío como parte de la Diócesis de Oriente, en la que se incluía junto con las provincias de Isauria, Cilicia, Chipre (hasta 536), Eufratensis, Mesopotamia, Osroene, Coele-Siria, Fenicia y Arabia Petraea. Bajo Bizancio, una nueva subdivisión dividió aún más la provincia de Cilicia en Cilicia Prima, Cilicia Secunda; Siria Palaestina se dividió en Palaestina Prima, Palaestina Secunda y, finalmente, también Palaestina Salutaris (en el siglo VI). Las principales ciudades de la provincia eran Scythopolis, Cafarnaum y Nazaret.

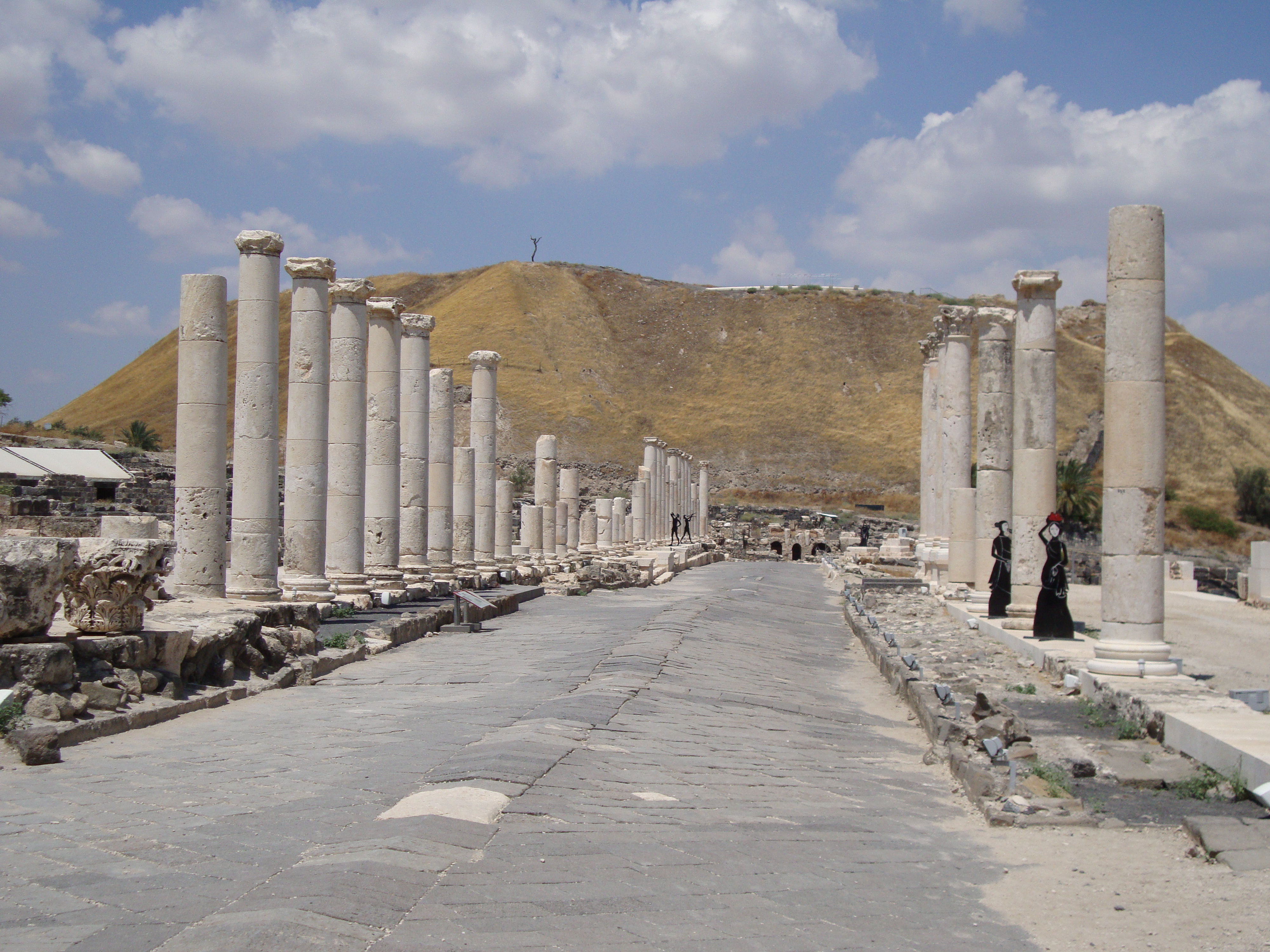
Calle romana de Scythopolis en el Parque Nacional Bet She'an, Israel

En los siglos V y VI, los bizantinos y sus aliados, los gasánidas cristianos, desempeñaron un papel importante en la represión de las revueltas samaritanas en la vecina Palaestina Prima. En el siglo VI, los gasánidas formaron una confederación vasalla bizantina con capital en el Golán, formando un estado tapón entre el Imperio bizantino y las tribus árabes.
En 614, tanto Palaestina Prima como Palaestina Secunda fueron conquistadas por un ejército conjunto sasánida-judío. El líder de los rebeldes judíos era Benjamín de Tiberíades, un hombre de "inmensa riqueza" según fuentes de la Edad Media, y por Nehemías ben Hushiel, un exilarca judío. El hecho conmocionó a la sociedad cristiana, ya que muchas de sus iglesias fueron destruidas según fuentes cristianas de la época. Después de la retirada de las tropas persas y la posterior rendición de los rebeldes judíos locales, el área se volvió a anexar a Bizancio en 628 EC.
El control bizantino de la provincia se perdió nueva e irreversiblemente en 636, con la conquista musulmana de Siria. Más tarde se reorganizó aproximadamente como el distrito militar de Jund al-Urdunn de la provincia de Bilad al-Sham (Siria) del califato de Rashidun.

## Demografía
Antes del siglo VI, la provincia de Palaestina Secunda estaba habitada principalmente por judíos, así como por una población mixta de habla griega y aramea, que en su mayoría practicaban el cristianismo. Los judíos habían hecho de Galilea y Gaulanitis su centro desde la derrota de la revuelta de Bar Kokhba del siglo II; floreciendo a lo largo de los siglos IV y V, cuando el control bizantino del área disminuyó, proporcionando una gran autonomía a las poblaciones locales.
Las partes nororientales de la provincia también estaban habitadas por los paganos itureos, que vivían en cantidades más significativas en las provincias vecinas de Fenicia Paralia y Fenicia Libanensis al norte. Los gasánidas, árabes cristianos que emigraron a la provincia desde Yemen alrededor de los siglos IV y V, se establecieron en el Golán, así como en los antiguos territorios de la provincia de Arabia Petraea, creando un reino cliente bizantino amortiguador en el siglo VI, con la capital en la Gaulanitis, la frontera nororiental de Palaestina Secunda.
A principios del siglo VII, la provincia experimentó un importante colapso demográfico debido a las consecuencias de la guerra bizantino-persa y la revuelta judía contra Heraclio. Tras la restauración de corta duración del dominio bizantino, los ejércitos musulmanes provocaron la huida de una parte significativa de los cristianos hacia el norte, hacia los territorios del norte de Siria y Anatolia aún gobernados por los bizantinos.

## Religión

### Judaísmo
La provincia de Palaestina Secunda fue un próspero centro del judaísmo durante los siglos IV y V, donde se compiló el Talmud de Jerusalén. La principal autoridad judía, el Sanedrín, existió en Tiberíades hasta principios del siglo V, antes de ser abolido por las autoridades bizantinas. El último Nasí (presidente) del Sanedrín fue Gamaliel VI, que murió en el 425. Después de su muerte, el emperador bizantino Teodosio II no permitió un sucesor y en 429 puso fin al patriarcado.

### Cristiandad
La conversión de Constantino puso en marcha eventos que restauraron a Palaestina como un teatro importante en el desarrollo de la iglesia cristiana, como no lo había sido desde el año 70. Solo unos pocos minim (probablemente incluidos los cristianos judíos) habían vivido en algunas ciudades galileas como Séforis y Cafarnaúm. Sin embargo, a partir del siglo IV, el gobierno bizantino respondió al interés cristiano en Tierra Santa al embarcarse en un programa masivo de patrocinio, especialmente en la construcción de iglesias, que alentó a los cristianos a mudarse a esta región. Con menos éxito, la política imperial trató de alentar a los judíos a convertirse al cristianismo ofreciéndoles protección y recompensas. Eventualmente, como resultado del asentamiento cristiano en las cercanías de Nazaret, Capernaum (donde una sinagoga y una iglesia se encuentran casi una frente a la otra) y Ein Sheva, Galilea perdió su mayoría judía.

### Culto romano y paganismo
Una pequeña minoría de paganos, ya fueran romanos no cristianos y helenistas o itureos, habían estado poblando la provincia durante el dominio bizantino temprano.

## Economía
Los eruditos modernos coinciden en que Palaestina Secunda, y más específicamente Galilea, producía y exportaba aceite de oliva de alta calidad en grandes cantidades y que fue un productor de petróleo de larga data durante siglos, como ya lo evidenció Josefo en el primer siglo de la era común. La literatura rabínica de la era bizantina hace referencia al aceite de oliva de Galilea, especialmente el elaborado en Capernaum y Scythopolis. Las riquezas generales de la costa palaestino-fenicia fueron mencionadas en la Expositio Totius Mundi.